# Cuphea cipoensis
Cuphea cipoensis é uma espécie nativa do Brasil, do cerrado do estado de Minas Gerais.
Sua população atual está declinando.